# Restitución cultural
La restitución cultural se refiere al proceso por el cual se efectúa el retorno de bienes culturales, que hayan sido saqueados o apropiados de forma ilícita, a su lugar de origen. El término se aplica generalmente a bienes muebles e inmuebles de gran importancia arqueológica, histórica, religiosa, o incluso referente a artes y ciencias, aunque también puede referirse al patrimonio cultural de una nación, un pueblo o incluso un grupo social, con lo cual se abarcan costumbres, bailes, tradición oral, y otros elementos intangibles.
La aparición de este concepto es reciente, dado que se comenzó a aplicar una vez se evidenciaron la gran cantidad de robos de bienes culturales entre 1960 y 1970, los cuales terminaban en manos de coleccionistas privados, o incluso de instituciones museales. Frente a esta situación, distintos organismos internacionales, como la UNESCO y su Comité Intergubernamental para Fomentar el Retorno de los Bienes Culturales o su Restitución, comenzaron a promover la restitución de bienes culturales a sus lugares de origen para lograr la preservación de los mismos.

## Convención de 1970
El término restitución cultural fue utilizado por primera vez por la UNESCO en la Convención de 1970, la cual tenía por objetivo fijar una serie de medidas para evitar el tráfico ilícito de bienes culturales. En ella se listan los objetos que son considerados como bienes culturales, y se obliga a los Estados miembros de la UNESCO a crear leyes enfocadas tanto en la restitución cultural como en la prevención de futuras enajenaciones de estos bienes, al prohibir que los mismos puedan ser comprados o vendidos sin una certificación en la cual el estado exportador autorice estos movimientos.
En cuanto a la restitución cultural, el documento hace alusión a la obligación que tendrán los estados de tomar las medidas necesarias para realizar las solicitudes de decomiso y restitución, en la cual el estado que quiere recuperar sus bienes culturales deberá realizar su petición por vía diplomática con el estado poseedor de los mismos. Ambos estados deben llegar a un mutuo acuerdo para la restitución de estos bienes, y para esto el estado requirente asumirá que el estado poseedor actuó de buena fe, por lo cual deberá realizar una indemnización equitativa. Además, el estado requirente será el responsable de todos los gastos generados por la restitución, por ejemplo, el transporte de dichos bienes culturales.

## El Convenio de UNIDROIT de 1995
El Instituto Internacional para la Unificación del Derecho Privado, UNIDROIT, redactó en 1995 un convenio más amplio y específico que el documento dado por la Convención de 1970 con respecto a los procedimientos para la restitución de bienes culturales. En este convenio se determinan los bienes culturales sobre los cuales aplica esta norma, y especifica que las demandas de restitución podrán ser instauradas hasta un plazo máximo de tres años contados a partir de la fecha en la que el estado requirente obtenga la información exacta de la ubicación de los bienes culturales y de su propietario actual.
En cuanto a los procedimientos, el convenio se adhiere fielmente a la convención de 1970, pues también establece que la restitución debe hacerse por la vía diplomática, y el poseedor de dichos bienes tiene derecho a una indemnización equitativa. Sin embargo, el documento también indica que el período de prescripción, que comienza a contar desde la fecha en la que ocurrió el robo, es de 50 a 75 años dependiendo del estado requirente. Además, limita su alcance solamente a bienes culturales cuya exportación ilícita se haya dado mientras su creador seguía con vida, o bien hasta 50 años después del fallecimiento de esta persona.